# Santos Vito, Modesto e Crescência (diaconia)
Santos Vito, Modesto e Crescência (em latim, Ss. Viti, Modesti et Crescentiae) é uma diaconia instituída em torno do ano 800. De acordo com o Liber Pontificalis, essa diaconia era também conhecida como S. Vito in Macello Martyrum recebeu doações do Papa Leão III.
A sua igreja, Santi Vito e Modesto, tinha sido construída nas imediações do Macelo de Lívia na Região V (Augusta). Frutaz diz que nos catálogos de João, o Diácono de Latrão, e Pietro Mallio, composta na segunda metade do século XII, a Igreja de S. Quirici (Santi Quirico e Giulitta) aparece no lugar de S. Vito, e que é difícil explicar essa substituição, mesmo que fosse apenas temporário. Mais tarde, o título também foi chamado Ss. Vito e Modesto in Macello Martyrum e, finalmente, com seu nome atual. De acordo com Mas Latrie, esta diaconia tornou-se um título a partir de 1477 até 1480, quando foi devolvido à sua velha classificação. Em 1565 tornou-se um título presbiterial novamente, quando o Papa Pio IV criou 23 novos cardeais. O Papa Sisto V o lista entre as diaconias novamente em sua constituição apostólica Religiosa.

## Titulares protetores
- Leone dei Conti di Marsi, O.S.B. (1088-1101)
- Leão (ou Leonas), O.S.B. (1115-1116)
- Amico iuniore, O.S.B. (1116-1120)
- Gregorio (1120- circa 1130)
- Lucio Boezio, O.S.B. Vall. (1130? o 1134?-1138)
- Gregorio (1152-1159?), Deposto
- Rinaldo Brancaccio (1385-1427)
- Vacante (1427-1473)
- Antonio Jacobo de Véneris (ou Venieri) (1473-1476)
- Vacante (1476-1480)
- Giovanni Battista Savelli (1480- circa 1483)
- Ascanio Sforza (1484-1505)
- Carlo Domenico del Carretto (1505-1507)
- Vacante (1507-1517)
- Niccolò Ridolfi (1517-1534)
- Guidascanio Sforza (1534-1540)
- Reginald Pole (1540)
- Vacante (1540-1545)
- Niccolò Gaddi (1545-1550)
- Vacante (1550-1555)
- Carlo Carafa (1555-1560)
- Carlos Borromeu (1560)
- Vacante (1560-1565)
- Carlo Visconti (1565)
- Guido Luca Ferraro (1566-1585)
- Ascanio Colonna (1587-1588)
- Vacante (1588-1599)
- Bonviso Bonvisi (1599)
- Vacante (1599-1626)
- Lelio Biscia (1626-1633)
- Benedetto Ubaldi (1634-1644)
- Federico Sforza (1645-1656)
- Vacante (1656-1660)
- Francesco Maria Mancini (1660-1670)
- Giovanni Dolfin, título pro illa vice (1670-1699)
- Vacante (1699-1715)
- Fabio Olivieri (1715-1738)
- Carlo Maria Marini (1738-1739)
- Vacante (1739-1744)
- Domenico Orsini de Aragão (1744-1753)
- Giuseppe Livizzani (1753-1754)
- Ludovico Maria Torriggiani (1754-1765)
- Andrea Negroni (1765-1779)
- Vacante (1779-1843)
- Giovanni Serafini (1843-1846)
- Vacante (1846-1853)
- Vincenzo Santucci (1853-1854)
- Gaspare Grassellini, C.O. (1856-1867)
- Edoardo Borromeo (1868-1878)
- Vacante (1878-1885)
- Carlo Cristofori (1885-1891)
- Vacante (1891-1901)
- Francesco di Paola Cassetta, in commendam (1901-1919)
- Vacante (1919-1936)
- Eugène-Gabriel-Gervais-Laurent Tisserant (1936-1937); título pro illa vice (1937-1939)
- Vacante (1939-1958)
- José María Bueno y Monreal, título pro illa vice (1958-1987)
- Vacante (1987-2007)
- Umberto Betti, O.F.M. (2007-2009)
- Vacante (2009-2012)
- Giuseppe Bertello (2012-2022); título pro hac vice (desde 2022)